# Exército de Libertação Nacional (Colômbia)
Exército de Libertação Nacional (em castelhano: Ejército de Liberación Nacional, ELN) é um grupo de guerrilha marxista-leninista envolvido no conflito armado colombiano. Defende uma ideologia comunista composta de marxismo-leninismo e teologia da libertação. Em 2013, estimou-se que as forças do ELN eram constituídas por entre 1.380 e 3 mil guerrilheiros. Segundo o antigo membro da direção nacional do ELN, Felipe Torres, um quinto dos apoiadores do grupo pegaram em armas. O ELN foi classificado como uma organização terrorista pelos governos de Colômbia, Estados Unidos, Canadá, Nova Zelândia e União Europeia.
Foi fundado em 1964 por Fabio Vásquez Castaño e outros rebeldes colombianos treinados em Cuba. O grupo incluía “intelectuais urbanos” influenciados por Che Guevara e Fidel Castro.
Nos anos seguintes à sua fundação, reuniu mais estudantes e jovens ativistas das cidades do que camponeses, uma composição social que a distingue da guerrilha das FARC, que são essencialmente pessoas de áreas rurais.
Negociações de paz começaram em 2022, mas em agosto de 2024 o governo colombiano anunciou o fim de um cessar-fogo de seis meses, uma vez que o ELN havia retornado à sua prática de sequestrar civis para obter resgate.

## Atividades

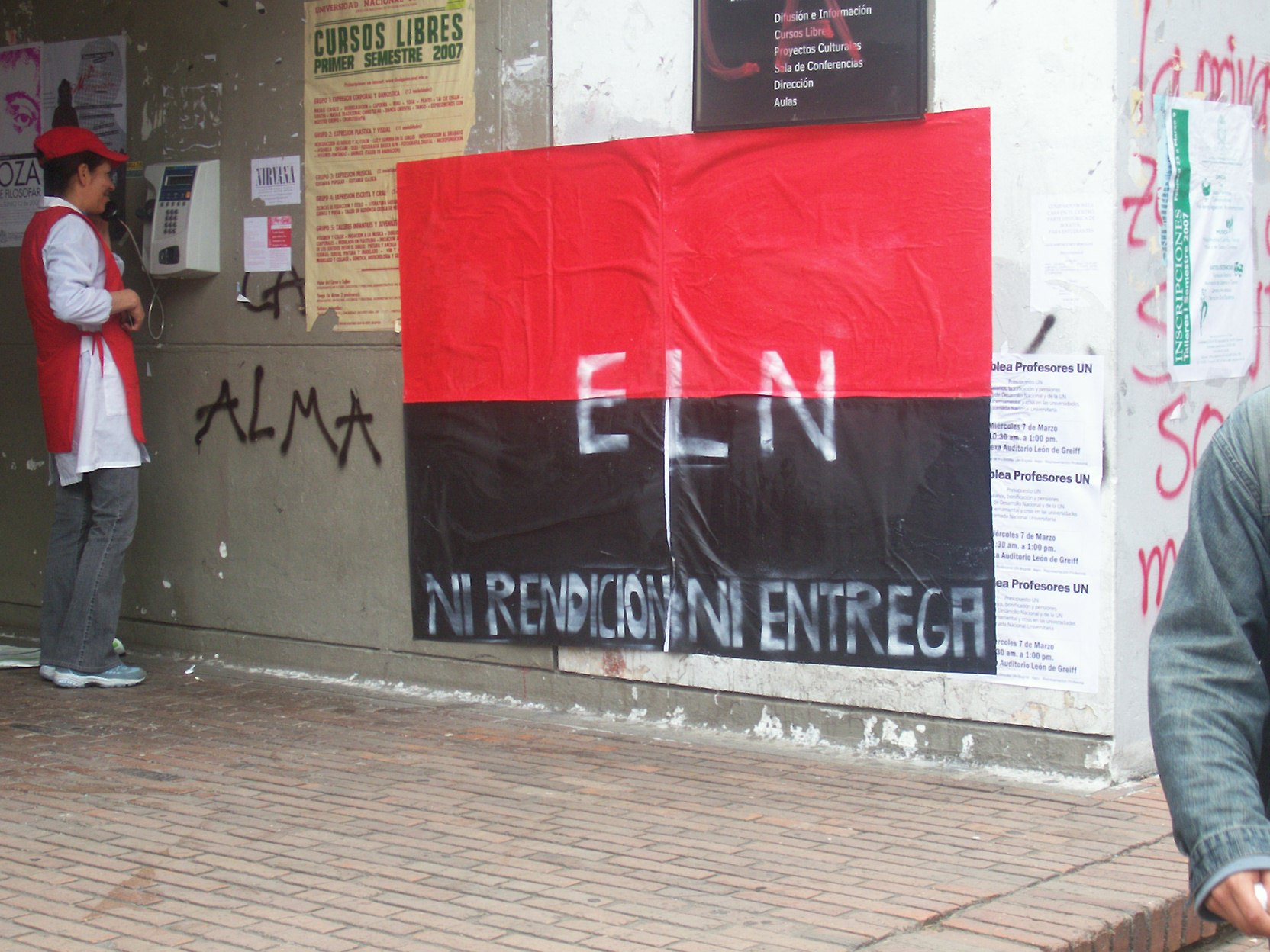
“Nem rendição, nem libertação”, diz o cartaz do Ejército de Liberación Nacional da Universidade Nacional da Colômbia.

O Departamento de Estado dos Estados Unidos listou o ELN como uma organização terrorista devido à sua reputação de sequestros com resgate e ataques armados à infraestrutura da Colômbia. Em abril de 2004, a União Europeia acrescentou o ELN à sua lista de grupos terroristas por essas ações e pelas suas violações do direito humanitário.
A principal fonte de renda do ELN são empresas e civis de classe média em suas áreas de operação. Para fazer cumprir esses "impostos", eles frequentemente capturam civis. Embora o grupo utilize os termos “impostos de guerra” e “retenções” para se referir a estas ações, os críticos insistem que constituem “extorsão” e “sequestro”.
Segundo Claudia Calle, porta-voz da País Libre, uma fundação colombiana para vítimas de sequestros, 153 reféns morreram “nas mãos do ELN” entre 2000 e 2007. Segundo o País Libre, o ELN raptou mais de 3 mil pessoas entre 2000 e 2007.

## Relações

### FARC
O ELN já operou ocasionalmente com as FARC-EP e, tal como eles, tem como alvo civis, de acordo com um relatório de fevereiro de 2005 do Alto Comissariado das Nações Unidas para os Direitos Humanos: "Durante 2004, as FARC-EP e o ELN realizaram uma série de ataques contra a população civil, incluindo vários massacres de civis e raptos pelas FARC-EP. Houve ações conjuntas ocasionais das FARC-EP e do ELN."
Em meados de 2006, rivalidades mútuas entre as forças locais das FARC e do ELN se transformaram em hostilidades em Arauca, ao longo da fronteira com a Venezuela. Segundo a BBC, "as FARC vêm se movimentando há alguns anos para tomar o território do ELN perto da fronteira com a Venezuela e o exército rebelde menor reagiu matando vários militantes das FARC". Uma declaração publicada na página inicial das FARC acusou o ELN de “ataques que só esperávamos do inimigo”.
Em 26 de maio de 2008, o ELN escreveu uma carta ao secretariado das FARC, buscando cooperação com o maior grupo rebelde da Colômbia para superar "as dificuldades que estamos enfrentando no atual movimento insurgente colombiano". A carta foi publicada no site do ELN. Em 27 de junho de 2017, as FARC deixaram de ser um grupo armado, desarmando-se e entregando as suas armas às Nações Unidas.

#### Dissidentes das FARC
De acordo com o InSight Crime, os dissidentes do ELN e das FARC supostamente se encontraram na Venezuela para formar uma possível aliança em outubro de 2018. Fontes sediadas no departamento de Arauca, na Colômbia, forneceram as informações, com relatos de que os grupos participariam de atividades ilícitas juntos. Foi também alegado que o antigo comandante das FARC, Iván Márquez, participou nas conversações com o ELN.

### Venezuela
Desde a década de 1990, o ELN começou a estabelecer posições nos estados fronteiriços ocidentais da Venezuela. O ELN aproximou-se das autoridades venezuelanas durante o governo de Hugo Chávez, que aprovava as relações com o grupo.
O InSight Crime também afirma que o presidente venezuelano Nicolás Maduro era tolerante com o ELN, explicando que "a expansão do ELN na Venezuela foi marcada pela inação do governo Maduro e até mesmo pelo incentivo ao grupo"; de acordo com o grupo, o ELN opera em pelo menos 12 dos 23 estados da Venezuela. A ONG venezuelana Fundación Redes informou que os militares venezuelanos possivelmente armaram membros do ELN. Em 2019, o ELN apoiou Maduro durante a crise presidencial venezuelana e disse que "lutaria" contra as tropas americanas se elas invadissem a Venezuela.

#### Tupamaros
O ELN recebeu apoio do coletivo e partido político venezuelano Tupamaro, que apoiou o diálogo do ELN com o governo colombiano, afirmando: "O Movimento Revolucionário Tupamaro, agora mais do que nunca, se solidariza com esta organização irmã na luta histórica contra a oligarquia neogranadina e o imperialismo ianque. Ratificamos firmemente todo o nosso apoio à guerrilha e ao Alto Comando do ELN, no processo que se desenvolve com a participação do povo colombiano na resolução do conflito armado e na construção da paz com justiça social".